# Ejército Popular Polaco
El Ejército Popular Polaco (en polaco: Ludowe Wojsko Polskie pronunciado /luˈdɔvɛ ˈvɔi̯skɔ ˈpɔlskʲɛ/, EPP) constituyó las fuerzas armadas de la República Popular de Polonia, gobernada por el Partido Obrero Unificado Polaco. Las fuerzas armadas polacas dirigidas por los comunistas, permitidas ayudadas por Iósif Stalin, fueron el resultado de los esfuerzos realizados a principios de la década de 1940 en la Unión Soviética por Wanda Wasilewska y Zygmunt Berling.
El nombre oficial de esas formaciones fue: Ejército Polaco en la URSS de 1943 a 1944, Fuerzas Armadas de la República de Polonia de 1944 a 1952 y desde 1952, Fuerzas Armadas de la República Popular de Polonia. El 7 de octubre de 1950, el aniversario de la Batalla de Lenino fue declarado oficial "Día del Ejército Popular Polaco" por las autoridades de la República Popular.

## Historia

### Segunda Guerra Mundial

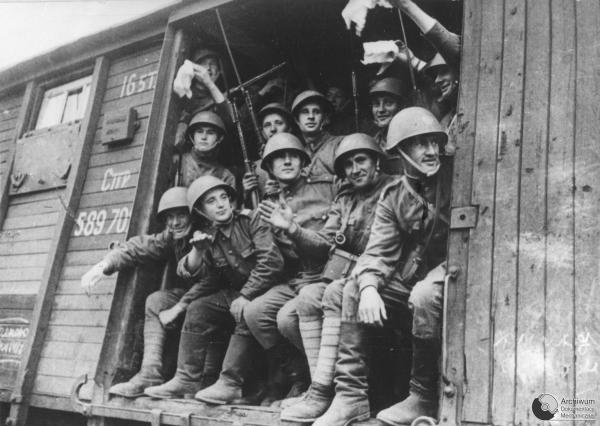
Tropas polacas en 1943

Lo que se convirtió en el EPP se formó durante la Segunda Guerra Mundial, en mayo de 1943, como la 1.ª División de Infantería Tadeusz Kościuszko, que se convirtió en el Primer Ejército Polaco, extraoficialmente conocido como Ejército de Berlín. Debido a la escasez de oficiales polacos y las políticas de la Unión Soviética, en marzo de 1945 los oficiales del Ejército Rojo representaban casi el 52% del cuerpo de oficiales (15.492 de 29.372).  Alrededor de 4.600 de ellos permanecieron en el EPP en julio de 1946.
No fue la única formación polaca que luchó del lado de los Aliados, ni la primera formada en el Este. La anterior fuerza polaca formada en la Unión Soviética, conocida como Ejército de Anders, era leal al gobierno polaco en el exilio y en ese momento se había trasladado a Irán. Las fuerzas polacas lideradas por los comunistas pronto crecieron más allá de la 1.ª División en dos comandos principales del Primer Ejército Polaco y el Segundo Ejército Polaco (comandado por Karol Świerczewski). El Primer Ejército Polaco participó en la Ofensiva del Vístula-Óder, la Batalla de Kolberg y la Batalla de Berlín.

### Posguerra

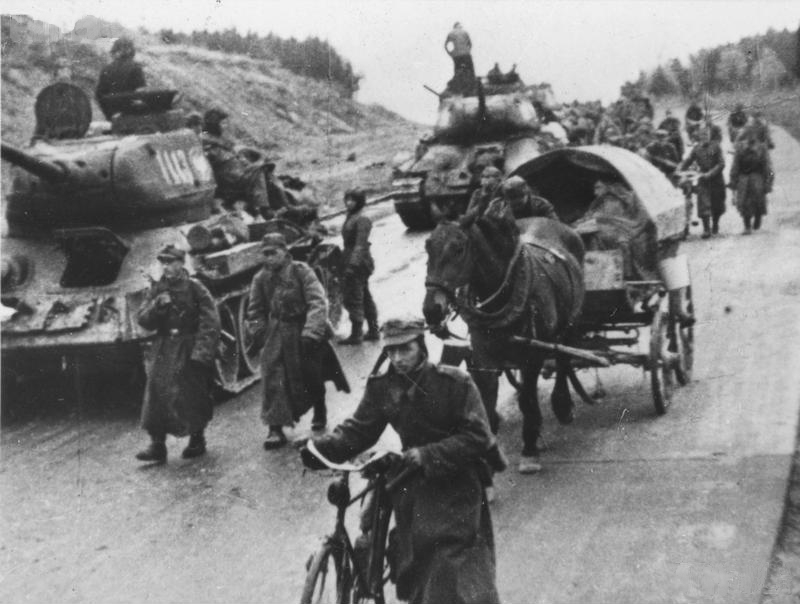
El Primer Ejército Polaco en camino a Berlín en 1945.

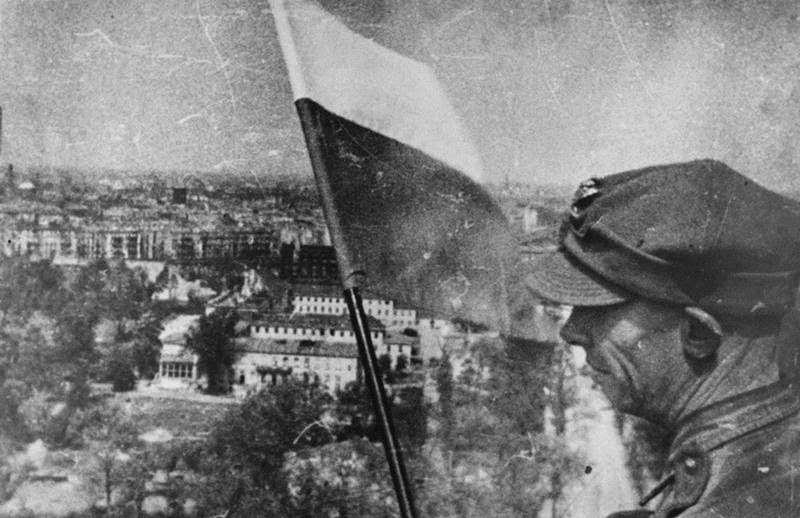
Bandera polaca izada en la parte superior de la Columna de la Victoria de Berlín el 2 de mayo de 1945.

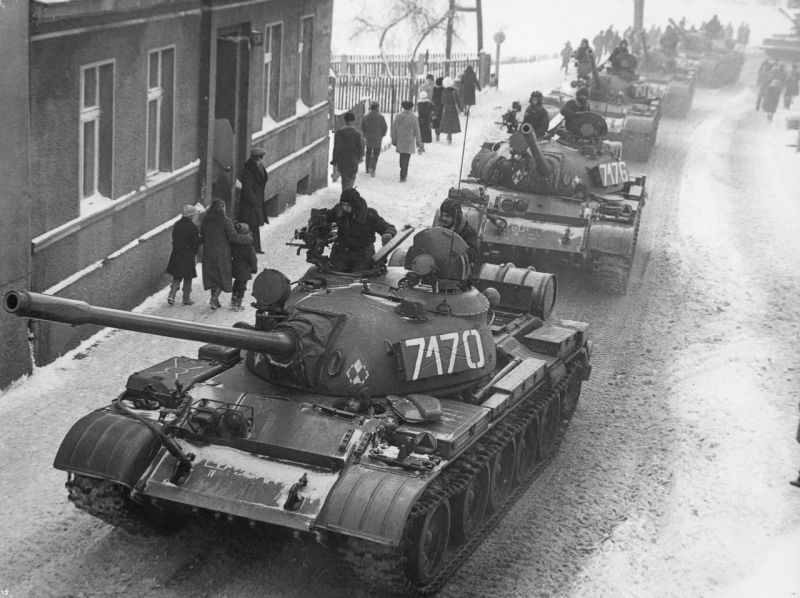
Unos tanques del Ejército Popular Polaco durante la ley marcial en Polonia.

Después de la guerra, el ejército polaco se reorganizó en seis (luego siete) distritos militares en Varsovia, Lublin, Cracovia, Lodz, Poznan, Pomerania, Torún, Silesia y Katowice.
A finales de la década de 1940 y principios de la de 1950, el ejército polaco estaba bajo el mando del mariscal de la Unión Soviética, el mariscal de Polonia y el ministro de Defensa de Polonia Konstantín Rokossovski.  Se integró cada vez más en la estructura y organización militar soviética.  Este proceso fue mitigado después del octubre polaco de 1956, cuando Władysław Gomułka formalizó aspectos de la relación militar de Polonia con la Unión Soviética. La sovietización de la estructura de las fuerzas armadas se eliminó por completo y, por lo tanto, las estructuras de apoyo de combate y servicio se integraron una vez más en formaciones de combate regulares siguiendo el antiguo modelo polaco.

## Características

### Uniforme

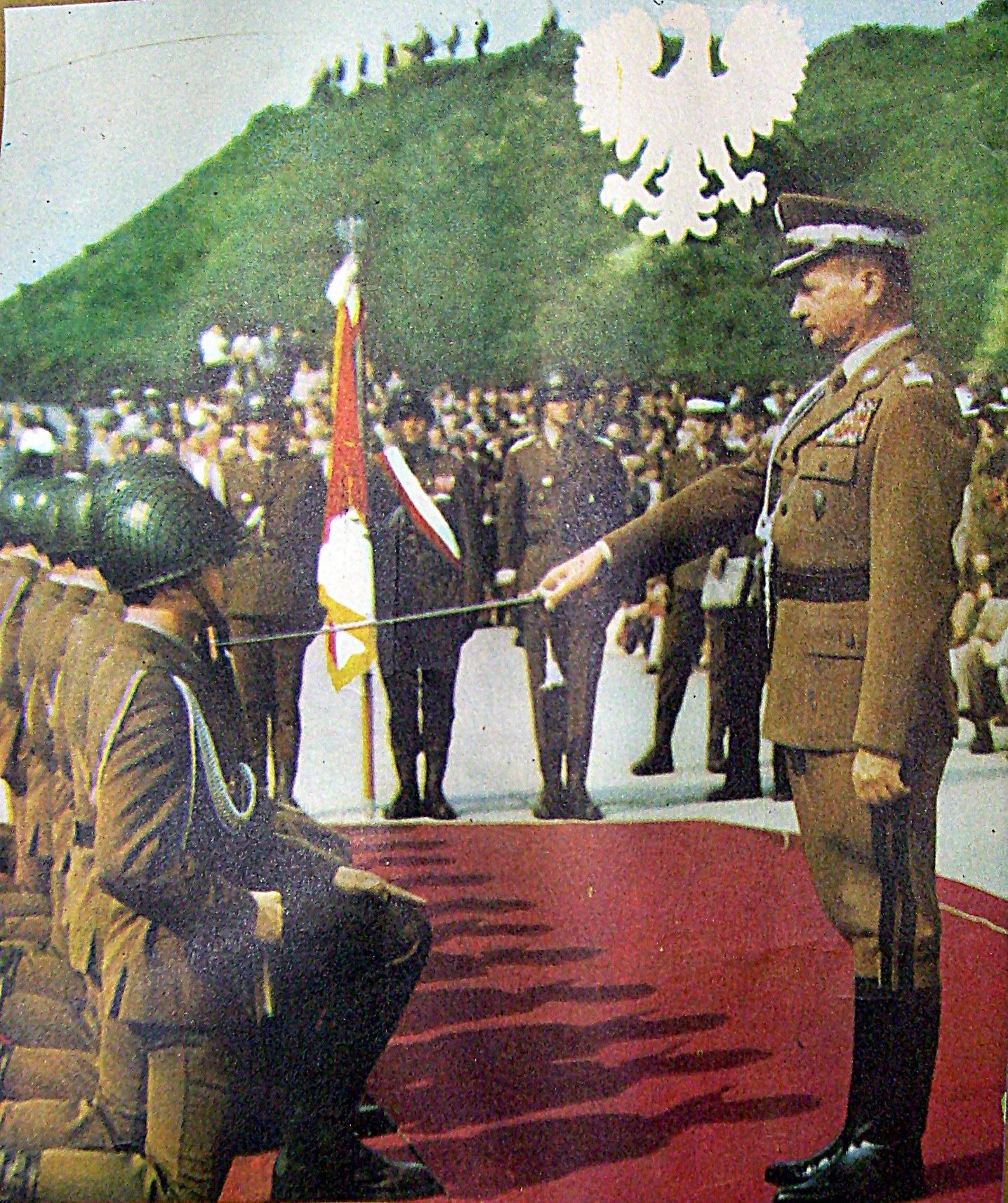
Desfile militar, se puede ver al presidente Wojciech Jaruzelski.

En 1949 se realizó la primera reforma uniforme fundamental después de la guerra. Se introdujeron las "Reglas de vestimenta para los soldados del ejército polaco" y se aplicarían a partir del 1 de enero de 1951.
En el Ejército Popular de Polonia, se introdujo una gorra de campaña blanda inspirada en la de antes de la guerra. Después de la guerra, se volvieron a utilizar los gorros de guarnición de antes de la guerra. Las gorras rígidas solo se usaron hasta alrededor de 1950, cuando fueron reemplazadas por gorras redondas. En 1982, las rogatywka polacas, inspiradas en el patrón de 1935, fueron restauradas en la Compañía representativa del Ejército Polaco.

### Capellanía
A lo largo de todo el período de existencia del Ejército Popular Polaco, sus oficiales y soldados recibieron atención pastoral. Dicho servicio fue proporcionado por la Oficina del Decano General del Ejército Polaco.

### Entrenamiento

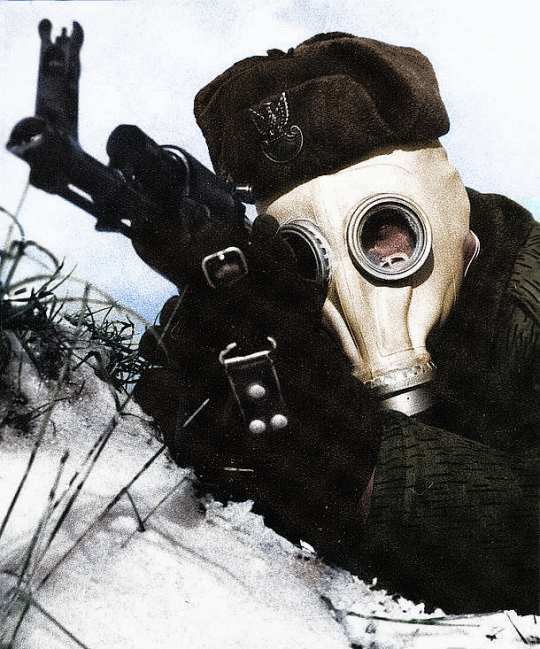
Soldado polaco con una máscara antigás

En la década de 1980, la República Popular de Polonia tenía 4 academias militares y 11 escuelas de oficiales superiores, que capacitaban a los cuerpos auxiliares y correspondían en rango a las instituciones de educación superior.  En 1954, instructores de judo de los institutos de cultura física de Varsovia y Cracovia participaron en el programa de formación de guardias fronterizos y personal militar de las unidades aerotransportadas del ejército polaco.

## Proveedores

### Proveedores extranjeros
Unión Soviética
 Checoslovaquia
 Cuba
 Alemania Oriental

### Exportaciones anuales
Argelia
 Vietnam del Norte
 Angola
 Corea del Norte